# Echo Powiatu
Echo Powiatu – bezpłatny informator powiatu lublinieckiego – największa pod względem nakładu gazeta ukazująca się w powiecie lublinieckim.
Echo Powiatu jest bezpłatnym miesięcznikiem, kolportowanym na terenie całego powiatu lublinieckiego. "Echo Powiatu" można bezpłatnie pobrać z witryny internetowej gazety.
Gazeta ma charakter informacyjno-publicystyczny, a zamieszczane materiały - reportaże, relacje, wywiady, felietony, informacje - dotyczą bezpośrednio powiatu lublinieckiego.